# Kleve (Kreis Steinburg)
Kleve (platt- bzw. niederdeutsch Kleev) ist eine Gemeinde im Kreis Steinburg in Schleswig-Holstein.

## Gemeindegliederung
Die Gemeinde besteht aus den Ortsteilen Kleve und Rahde, außerdem liegen die Güter Krummendiek und Kleve in der Gemeinde.

## Geografie und Verkehr

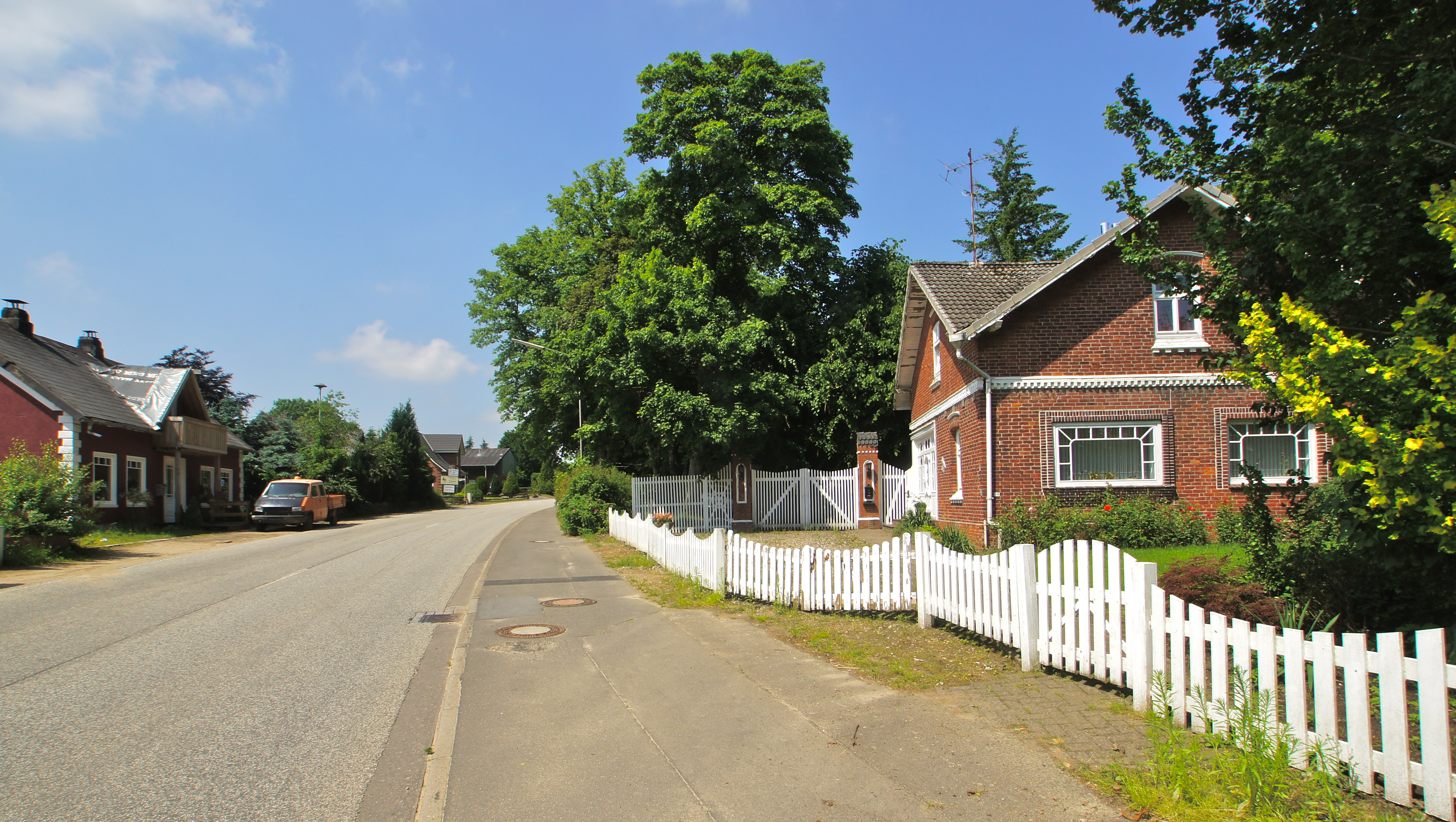
Hauptstraße

Kleve liegt etwa acht Kilometer westlich von Itzehoe. Bekau, Mühlenbach und Igel fließen durch die Gemeinde.

## Geschichte
Im Jahre 1480 wurde die Gemeinde erstmals urkundlich erwähnt. Seit 1864 ist Kleve als Kommune selbständig. Der Name von Kleve leitet sich von Klippe ab, die den Geestrand zur tiefergelegenen Wilstermarsch bildet.

## Eingemeindungen
Am 1. Januar 1978 wurde die bis dahin selbständige Gemeinde Rahde eingegliedert. Dessen Name leitet sich wohl von Rodungsplatz her.

## Politik

### Gemeindevertretung
Bei der Kommunalwahl am 14. Mai 2023 wurden insgesamt neun Sitze vergeben. Diese fielen erneut alle an die Kommunale Wählervereinigung Kleve. Die Wahlbeteiligung betrug 62,6 %.

### Wappen

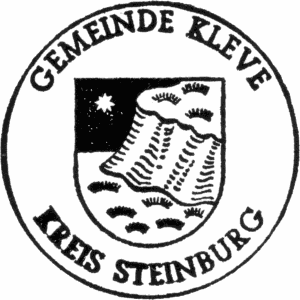
Siegel der Gemeinde Kleve

Das „Wappen“ der Gemeinde ist heraldisch nicht beschreibbar und somit kein Wappen im eigentlichen Sinne, sondern den Bildsiegeln zuzuordnen. Es wurde nach dem Zweiten Weltkrieg in Ermangelung von Dienstsiegeln, die frei von nationalsozialistischen und kaiserlichen Symbolen sind, von der Gemeinde gewählt und wird heute noch verwendet.
Das Bildsiegel bezieht sich auf die Lage und auf den Ortsnamen der Gemeinde Kleve (Kliff = Steilhang zwischen Geest und Marsch).